# Abenberg

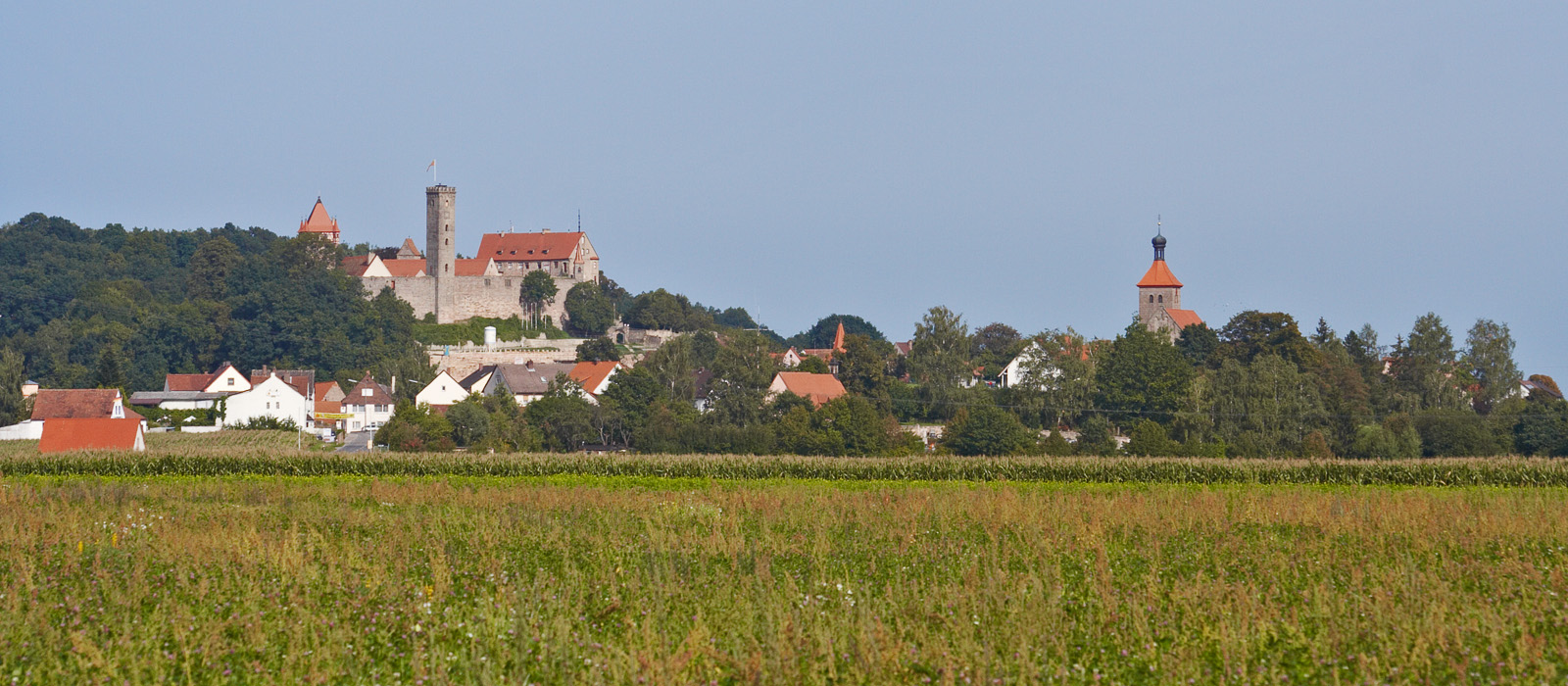
Abenberg

Abenberg este un oraș din Franconia Mijlocie, landul Bavaria, Germania.